# Lagoa Nova
Lagoa Nova este un oraș în Rio Grande do Norte (RN), Brazilia.